# فهرست آثار ملی استان خراسان جنوبی

شهرستان‌های استان خراسان جنوبی

استان خراسان جنوبی یکی از استان‌های ایران است. این استان در شرق ایران واقع شده و مرکز آن، شهر بیرجند است. استان خراسان جنوبی، تا سال ۱۳۸۳ به همراه خراسان شمالی و خراسان رضوی، استان خراسان را تشکیل می‌دادند و در آن سال با مصوبه مجلس شورای اسلامی و پس از تقسیم استان خراسان به سه استان، در سال ۱۳۸۳ ایجاد شد. مساحت این استان ۱۵۱٬۱۹۳ کیلومتر مربع است که از این نظر سومین استان ایران است. از شاخص‌ترین آثار ملی این استان می‌توان از مدرسه شوکتیه، خانه تاجور، قلعه فورگ، کاروانسرای سرایان، غار چهل چاه، باغ گلشن طبس، رباط ده محمد، شهر تاریخی تون، مسجد جامع قائن، قلعه نهبندان، و حسینیه حاجی علی اشرف نام برد.

## آثار ثبت‌شده

### شهرستان زیرکوه
| ردیف | نام اثر                  | نگاره          | دیرینگی                        | موقعیت                                                                                                 | شمارهٔ ثبت | تاریخ ثبت     | منبع   |
| ---- | ------------------------ | -------------- | ------------------------------ | --- | --------- | ------------- | ------ |
| ۱    | مسجد جامع افین           |                | دورهٔ تیموریان                  | روستای افین ۳۳°۳۱′۳۱٫۵″ شمالی ۵۹°۴۴′۵۱٫۱″ شرقی / ۳۳٫۵۲۵۴۱۷°شمالی ۵۹٫۷۴۷۵۲۸°شرقی                        | ۲۱۸۲      | ۱۷ آذر ۱۳۷۷   | [ ۱۳ ] |
| ۲    | رباط زردان               | بارگذاری تصویر | دورهٔ سلجوقی - دورهٔ صفوی        | روستای زردان                                                                                           | ۴۴۵۶      | ۵ آذر ۱۳۸۰    | [ ۱۴ ] |
| ۳    | آسیاب افین               | بارگذاری تصویر | دورهٔ صفوی                      | روستای افین                                                                                            | ۱۳۴۳۰     | ۶ مهر ۱۳۸۴    | [ ۱۵ ] |
| ۴    | قلعه کوه افین            | بارگذاری تصویر | دورهٔ سلجوقی (دورهٔ اسماعیلی)    | ۶ کیلومتری جنوب‌شرقی روستای افین                                                                        | ۱۵۲۷۳     | ۲۴ اسفند ۱۳۸۴ | [ ۱۶ ] |
| ۵    | محوطه تاریخی چاه الله‌داد | بارگذاری تصویر | سده‌های ۴ تا ۷ قمری             | ۵۰۰ م جنوب روستای چاه الله‌داد                                                                          | ۱۵۲۷۴     | ۲۴ اسفند ۱۳۸۴ | [ ۱۷ ] |
| ۶    | قلعه کوه آبیز            | بارگذاری تصویر | دورهٔ سلجوقی (دورهٔ اسماعیلی)    | یک کیلومتری غرب روستای آبیز                                                                            | ۱۵۲۷۹     | ۲۴ اسفند ۱۳۸۴ | [ ۱۸ ] |
| ۷    | قلعه کوه زردان           |                | دورهٔ سلجوقی (دورهٔ اسماعیلی)    | ۶/۵ کیلومتری شمال‌شرقی روستای زردان ۳۳°۲۸′۵۸٫۳″ شمالی ۵۹°۳۹′۲۹٫۹″ شرقی / ۳۳٫۴۸۲۸۶۱°شمالی ۵۹٫۶۵۸۳۰۶°شرقی | ۱۵۲۸۰     | ۲۴ اسفند ۱۳۸۴ | [ ۱۹ ] |
| ۸    | قلعه دختر چلونک          | بارگذاری تصویر | دورهٔ سلجوقی (دورهٔ اسماعیلی)    | ۵ کیلومتری جنوب‌غربی روستای اردکول                                                                      | ۱۵۲۸۱     | ۲۴ اسفند ۱۳۸۴ | [ ۲۰ ] |
| ۹    | قلعه دختر آهنگران        | بارگذاری تصویر | دورهٔ اسلامی (سدهٔ ۵ تا ۷ قمری)  | ۴ کیلومتری جنوب‌غربی روستای دارج بالا                                                                   | ۱۵۲۸۲     | ۲۴ اسفند ۱۳۸۴ | [ ۲۱ ] |
| ۱۰   | غار پهلوان               | بارگذاری تصویر | دورهٔ اسلامی (سدهٔ ۵ - ۸ قمری)   | نامشخص                                                                                                 | ۱۵۲۸۷     | ۲۴ اسفند ۱۳۸۴ | [ ۲۲ ] |
| ۱۱   | سد فخران                 | بارگذاری تصویر | دورهٔ اسلامی                    | دو کیلومتری شمال‌شرقی روستای فخران                                                                      | ۱۵۲۸۹     | ۲۴ اسفند ۱۳۸۴ | [ ۲۳ ] |
| ۱۲   | محوطه چاه رو             | بارگذاری تصویر | دورهٔ سلجوقی                    | ۵ کیلومتری شرق روستای دارج پایین                                                                       | ۱۵۳۰۳     | ۲۴ اسفند ۱۳۸۴ | [ ۲۴ ] |
| ۱۳   | قلعه حسن بایخان          | بارگذاری تصویر | دورهٔ سلجوقی (دورهٔ اسماعیلی)    | ۳ کیلومتری شمال روستای شاهرخت                                                                          | ۱۵۳۰۶     | ۲۴ اسفند ۱۳۸۴ | [ ۲۵ ] |
| ۱۴   | بند تجنود                | بارگذاری تصویر | دورهٔ قاجاری                    | ۲ کیلومتری شمال‌غربی روستای تجنود                                                                       | ۱۵۳۱۰     | ۲۴ اسفند ۱۳۸۴ | [ ۲۶ ] |
| ۱۵   | سد سردوان                | بارگذاری تصویر | دورهٔ ساسانی                    | حاشیهٔ روستای سردوان                                                                                    | ۱۵۳۱۴     | ۲۴ اسفند ۱۳۸۴ | [ ۲۷ ] |
| ۱۶   | تپه پشته اوستا           | بارگذاری تصویر | دورهٔ اسلامی تا دورهٔ قاجاری     | یک کیلومتری غرب روستای فندخت                                                                           | ۱۶۴۴۷     | ۲۷ آبان ۱۳۸۵  | [ ۲۸ ] |
| ۱۷   | محوطه معصوم‌آباد          | بارگذاری تصویر | سدهٔ ۷ تا دورهٔ تیموری           | یک کیلومتری جنوب روستای معصوم‌آباد                                                                      | ۱۶۴۵۴     | ۲۷ آبان ۱۳۸۵  | [ ۲۹ ] |
| ۱۸   | تپه یزدان                | بارگذاری تصویر | دورهٔ میانه اسلامی تا دورهٔ صفوی | حاشیهٔ روستای متروکه یزدان                                                                              | ۱۶۴۵۵     | ۲۷ آبان ۱۳۸۵  | [ ۳۰ ] |
| ۱۹   | تپه علی‌آباد مهرک         | بارگذاری تصویر | سدهٔ ۷ تا ۱۰ قمری               | ۳ کیلومتری غرب روستای مهرک                                                                             | ۱۶۴۵۷     | ۲۷ آبان ۱۳۸۵  | [ ۳۱ ] |